# Condado de Laois
O Condado de Laois (o nome é irlandês, a pronúncia local é "líich") é um condado da República da Irlanda, na província de Leinster, no centro-sul do país. A capital é Portlaoise. Apesar de não se situar muito próximo do centro geográfico da ilha, Laois é o único condado a não ter fronteira com nenhum condado litorâneo.
Laois tem como vizinhos os condados de Offaly a nororeste e norte, Kildare a leste, Carlow a sudeste, Kilkenny a sul e Tipperary a sudoeste.